# Thời kỳ Minh Trị
| Lịch sử Nhật Bản | Lịch sử Nhật Bản |
| --- | ---------------- |
| Tiền sửThời kỳ đồ đá cũ ~15000 TCN Thời kỳ Jōmon (Thằng Văn) ~15000 TCN–300 TCN Thời kỳ Yayoi (Di Sinh) tk 4 TCN–tk 3 |                  |
| Cổ đạiThời kỳ Kofun (Cổ Phần) tk 3–tk 7 Thời kỳ Asuka (Phi Điểu) 592–710 Thời kỳ Nara (Nại Lương) 710–794 Thời kỳ Heian (Bình An) 794–1185 |                  |
| Phong kiếnThời kỳ Kamakura (Liêm Thương) 1185–1333 Tân chính Kemmu (Kiến Vũ) 1333–1336 Thời kỳ Muromachi (Thất Đinh) 1336–1573 Thời kỳ Nam-Bắc triều 1336–1392 Thời kỳ Chiến Quốc 1467–1590 Thời kỳ Azuchi-Momoyama (An Thổ-Đào Sơn) 1573–1603 Mậu dịch Nanban (Nam Man) Chiến tranh Nhật Bản – Triều Tiên 1592–1598 Thời kỳ Edo/Tokugawa (Giang Hộ/Đức Xuyên)1603–1868 Chiến tranh Nhật Bản – Lưu Cầu Chiến dịch Ōsaka (Đại Phản) Tỏa Quốc Đoàn thám hiểm Perry Hiệp ước Kanagawa (Thần Nại Xuyên) Bakumatsu (Mạc mạt) Minh Trị Duy tân Chiến tranh Boshin (Mậu Thìn) |                  |
| Hiện đạiThời kỳ Minh Trị (Meiji) 1868–1912 Nhật xâm lược Đài Loan 1874 Chiến tranh Tây Nam Chiến tranh Nhật–Thanh Hiệp ước Mã Quan Chiến tranh Ất Mùi 1895 Phong trào Nghĩa Hòa Đoàn Hòa ước Portsmouth Hiệp ước Nhật–Triều 1910 Thời kỳ Đại Chính (Taishō) 1912-1926 Nhật Bản trong Thế chiến thứ nhất Sự can thiệp của Nhật Bản vào Siberia Đại thảm họa động đất Kantō 1923 Thời kỳ Chiêu Hòa (Shōwa) 1926–1989 Chủ nghĩa quân phiệt Nhật Bản Sự kiện Phụng Thiên Nhật Bản xâm lược Mãn Châu Hiệp ước chống Quốc tế Cộng sản Chiến tranh Trung–Nhật Cuộc tấn công Trân Châu Cảng Vụ ném bom nguyên tử xuống Hiroshima và Nagasaki Chiến tranh Xô–Nhật Nhật Bản đầu hàng Thời kỳ bị chiếm đóng 1945-1952 Nhật Bản thời hậu chiếm đóng Kỳ tích kinh tế Nhật Bản thời hậu chiến Thời kỳ Bình Thành (Heisei) 1989–2019 Thập niên mất mát Động đất Kobe 1995 Cool Japan Động đất và sóng thần Tōhoku 2011 Thời kỳ Lệnh Hòa (Reiwa) 2019–nay Đại dịch COVID-19 tại Nhật Bản |                  |
| Xem thêm Thiên hoàng • Niên biểu • Đế quốc Nhật Bản Kinh tế • Giáo dục • Quân sự • Hải quân • Di sản thế giới |                  |
| x t s |                  |

Thời kỳ Minh Trị (明治時代 Minh Trị thời đại), hay Thời đại Meiji, là thời kỳ 45 năm dưới triều Thiên hoàng Minh Trị, theo lịch Gregory, từ 23 tháng 10 năm 1868 (tức 8 tháng 9 âm lịch năm Mậu Thìn) đến 30 tháng 7 năm 1912. Trong thời kỳ này, Nhật Bản bắt đầu công cuộc hiện đại hóa và vươn đến vị thế cường quốc trên thế giới.
Sau khi Thiên hoàng Minh Trị qua đời năm 1912, Thiên hoàng Đại Chính kế vị ngai vàng, do đó bắt đầu thời kỳ Đại Chính.

## Nhật hoàng và cuộc Minh Trị Duy tân
Ngày 3 tháng 2 năm 1867, Thiên hoàng Hiếu Minh qua đời, hoàng tử Mutsuhito 16 tuổi lên thay, một thời kỳ mới bắt đầu - thời kỳ Minh Trị. Nhật hoàng khôi phục uy quyền năm 1868 chấm dứt 265 năm phong kiến dưới triều Mạc phủ Tokugawa.
Cải cách đầu tiên là việc tuyên cáo lời thề Ngũ cá điều chi Ngự thệ văn năm 1868, một lời tuyên bố chung về mục đích của triều đình Minh Trị để củng cố sĩ khí và giành được sự ủng hộ tài chính cho chính phủ mới. Những điều khoản của nó bao gồm:
1. Thành lập các hội đồng thảo luận lớn.
2. Mọi tầng lớp đều tham gia vào việc tiến hành các sự vụ quốc gia.
3. Bãi bỏ luật điều chỉnh chi tiêu và hạn chế tầng lớp trong việc thuê mướn.
4. Thay thế các phong tục xấu xa bằng các điều luật công bằng của tự nhiên
5. Một cuộc tìm kiếm tri thức quốc tế để củng cố nền tảng thống trị của Đế quốc.

Ẩn ý trong 5 lời tuyên thệ này là chấm dứt quyền thống trị chính trị độc quyền của Shogun và hướng đến sự tham dự dân chủ trong chính phủ. Để thực hiện 5 lời thề, bản Hiến pháp 11 điều được ban hành. Bên cạnh việc thành lập Hội đồng Quốc gia, các thực thế pháp lý, và hệ thống đẳng cấp quý tộc và viên chức, nó giới hạn nhiệm kỳ 4 năm, cho phép nhân dân bầu cử, ban hành hệ thống thuế mới, và quy định hệ thống hành chính địa phương mới.

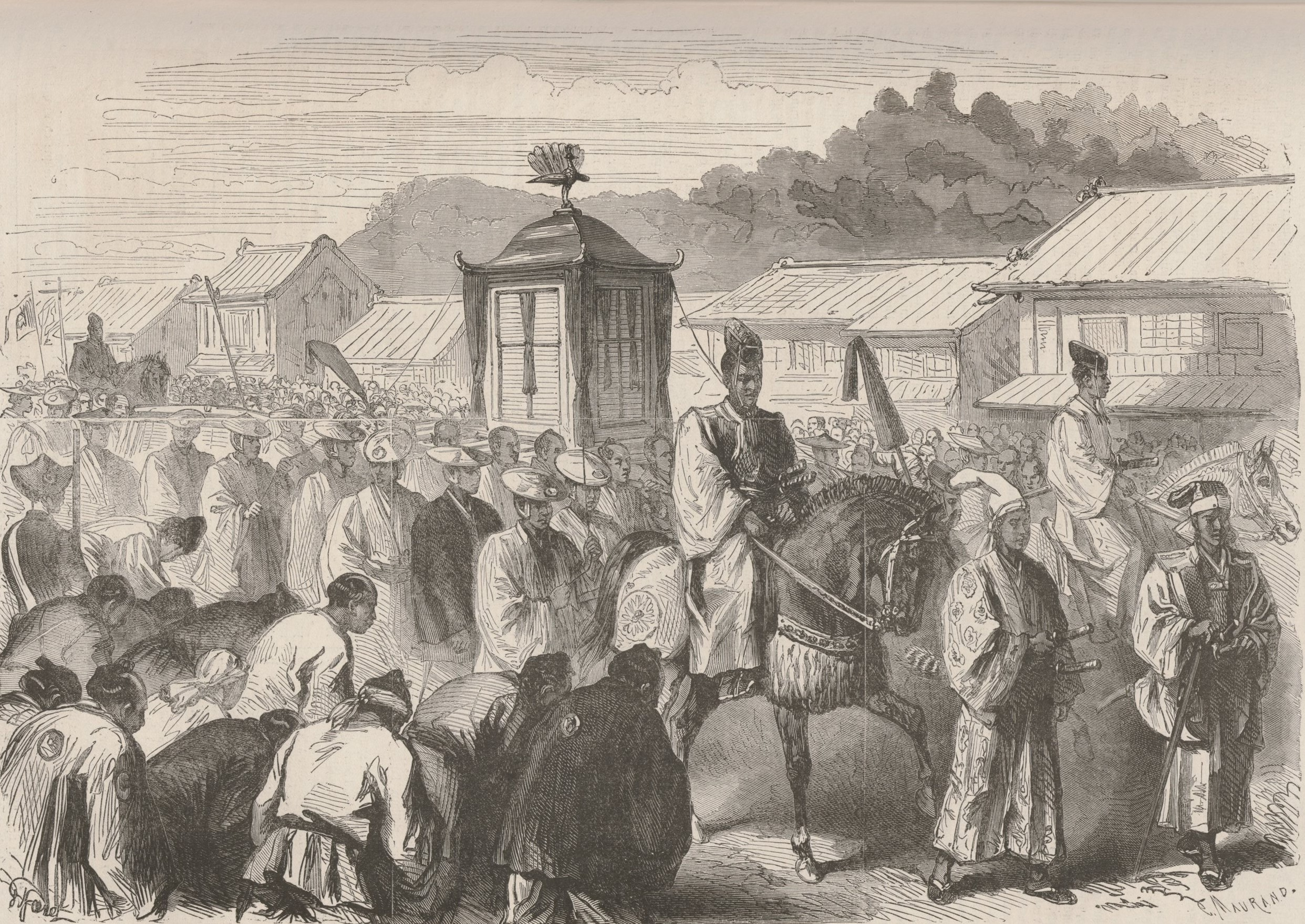
Thiên hoàng Minh Trị 15 tuổi, di chuyển từ Kyoto đến Tokyo vào cuối năm 1868, sau khi Edo sụp đổ

Chính phủ Minh Trị đảm bảo với các cường quốc rằng họ sẽ thực hiện các điều ước cũ đã được Mạc phủ đàm phán và thông báo họ sẽ hành động phù hợp với luật pháp quốc tế. Mutsuhito, người mà Triều đại của ông sẽ kéo dài cho đến năm 1912, chọn một niên hiệu mới— Minh Trị (Meiji) — để đánh dấu sự khởi đầu của một kỷ nguyên mới trong lịch sử. Để nhấn mạnh hơn nữa trật tự mới, thủ đô được dời khỏi Kyoto, nơi đã đóng đô từ năm 794, đến Tokyo (Đông Kinh), tên mới của Edo. Trong một bước đi quan trọng cho việc củng cố triều đại mới, phần lớn các daimyo tự nguyện dâng nộp đất đai và số liệu về dân số cho Nhật hoàng trong cuộc giải thể hệ thống phiên, biểu tượng cho việc đất đai và dân số nay đã đặt dưới phạm vi quyền lực của Nhật hoàng. Được xác nhận vị trí cha truyền con nối của mình, các daimyo trở thành Thống đốc, và chính quyền trung ương thừa nhận các chi tiêu hành chính của họ và việc trả lương cho samurai. Các phiên được thay thế bằng tỉnh năm 1871, và quyền lực tiếp tục rơi về tay chính quyền trung ương. Các quan chức từ các phiên được ân sủng trước đó, ví dụ như Satsuma, Chōshū, Tosa, và Hizen, được chọn làm các Bộ trưởng mới. Các quý tộc trong triều vốn ít được ân sủng trước kia và các samurai cấp thấp nhưng từ gốc rễ thay thế những người được Mạc phủ bổ nhiệm, daimyo, và các quý tộc cũ trong triều, trở thành tầng lớp thống trị mới.

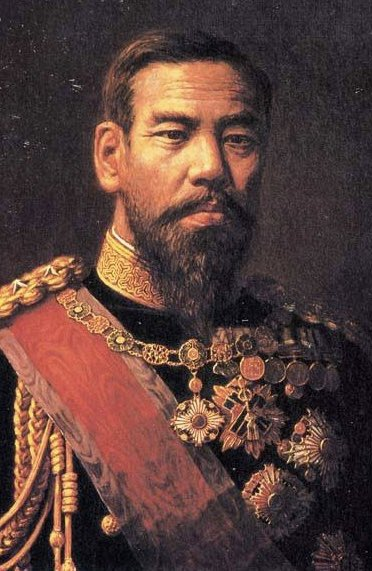
Thiên hoàng Minh Trị (1868-1912).

Minh Trị duy tân đã cố gắng đưa Nhật hoàng trở lại vị trí nổi trội, cố gắng đưa Thần đạo trở thành quốc giáo như 1.000 năm trước. Vì Thần đạo và Phật giáo đã hòa trộn thành một niềm tin tổng hợp trong gần 1.000 năm trước đó, một Quốc gia Thần đạo mới được xây dựng để phục vụ mục đích này. Cơ quan thờ phụng Thần đạo được thành lập, về mặt quan trọng thì còn hơn cả Hội đồng Quốc gia. Tư tưởng Quốc thể của trường Mito được nắm lấy, và nguồn gốc thần thánh của Hoàng gia Nhật Bản được nhấn mạnh. Chính quyền ủng hộ các giáo viên Shinto, một bước chuyển nhỏ nhưng quan trọng. Mặc dù Cơ quan thờ phụng Thần đạo bị hạ cấp năm 1872, và đến năm 1877, Nội vụ tỉnh kiểm soát tất cả các đến thờ Thần đạo và các giáo phái Thần đạo chủ yếu nhận được sự công nhân quốc gia. Thần đạo được giải thoát khỏi sự bó buộc của Phật giáo và những giá trị của nó được phục hồi. Mặc dù Phật giáo chịu nhiều thiệt hai do sự ủng hộ mang tính quốc gia cho Thần đạo, nó vẫn có sự hồi sinh của riêng mình. Thiên Chúa giáo cũng được hợp pháp hóa, và Nho giáo vẫn là một học thuyết đạo đức quan trọng. Tuy vậy, càng ngày các nhà tư tưởng Nhật Bản càng nhận biết được các phương pháp và tư tưởng phương Tây.

## Chính trị

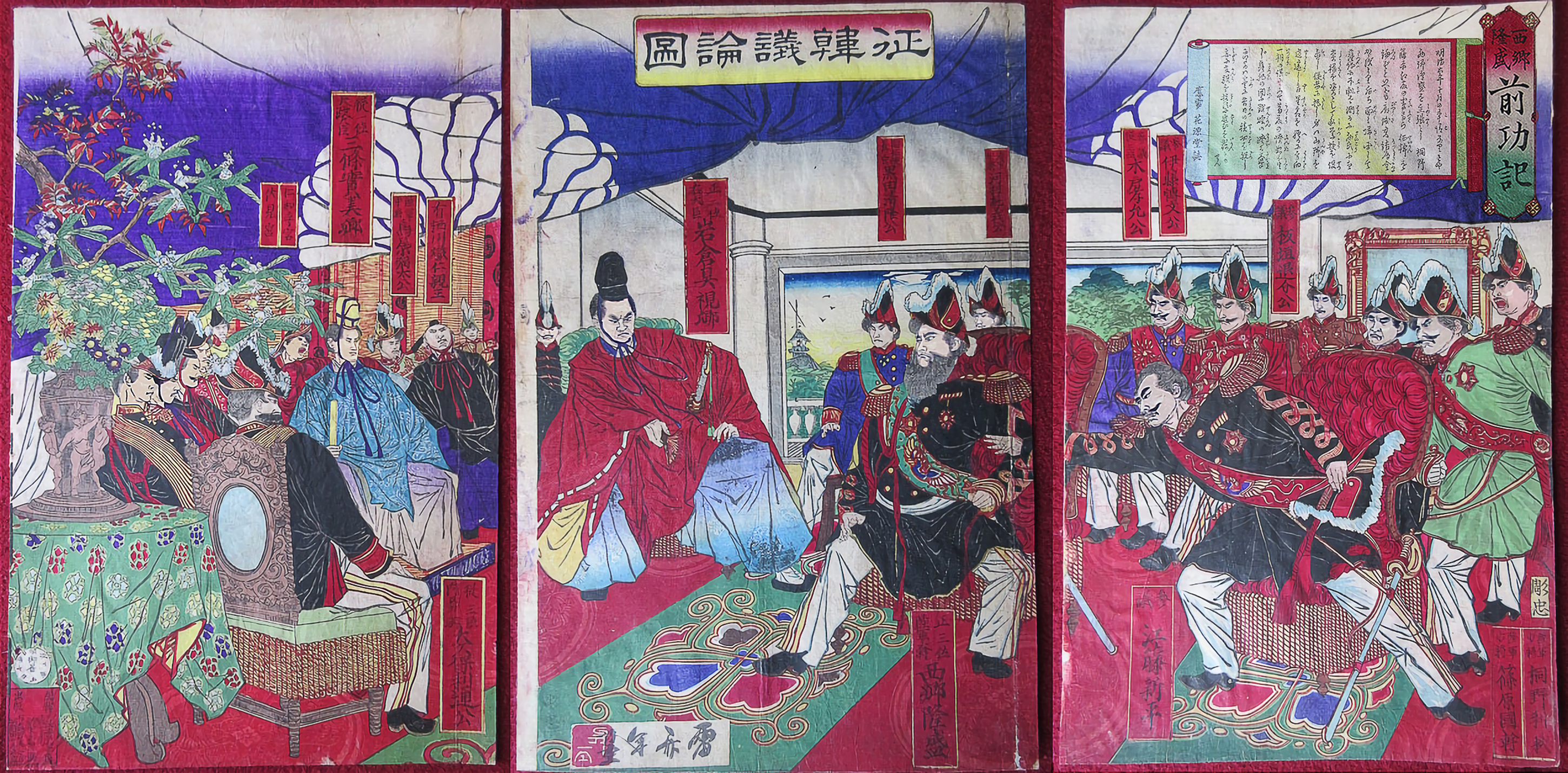
Cuộc tranh luận Seikanron. Saigo Takamori ngồi ở giữa, tranh vẽ năm 1877.

Người đề xướng quan trọng của chính phủ đại nghị là Itagaki Taisuke (1837–1919), một lãnh đạo đầy quyền lực của tỉnh Tosa, người đã từ bỏ vị trí trong Hội đồng Quốc gia sau cuộc tranh luận Seikanron năm 1873. Itagaki tìm kiếm các giải pháp hòa bình thay vì bạo loạn để giành được tiếng nói trong triều. Ông mở trường và khởi đầu phong trào với mục đích thiết lập một chính thể quân chủ lập hiến và cơ quan lập pháp. Itagaki và những người khác viết Đài kỷ niệm Tosa năm 1874 để phê phán quyền lực không giới hạn của các đầu sỏ chính trị và kêu gọi thiết lập ngay lập tức chính phủ đại nghị.
Từ năm 1871 đến năm 1873, hàng loạt các luật đất đai và thuế được ban hành làm nền tảng cho chính sách tài khóa hiện đại. Sở hữu tư nhân được hợp pháp hóa, chứng thư được phát hành, và đất đai được định giá theo giá trị thị trường với thuế trả bằng tiền mặt thay vì hàng hóa trong thời kỳ tiền Minh Trị, và với tỉ lệ thấp hơn.
Không hài lòng với nhịp độ cải cách sau khi tái tham gia Hội đồng Quốc gia năm 1875, Itagaki tổ chức những người đi theo mình và những người chủ trương dân chủ trong tổ chức rộng rãi Aikokusha ("Ái Quốc xã") để đẩy mạnh việc thực hiện chính phủ đại nghị năm 1878. Năm 1881, trong một hành động nổi tiếng nhất của mình, Itakaki giúp thành lập Jiyuto (Tự do Đảng), đi theo học thuyết chính trị của Pháp.

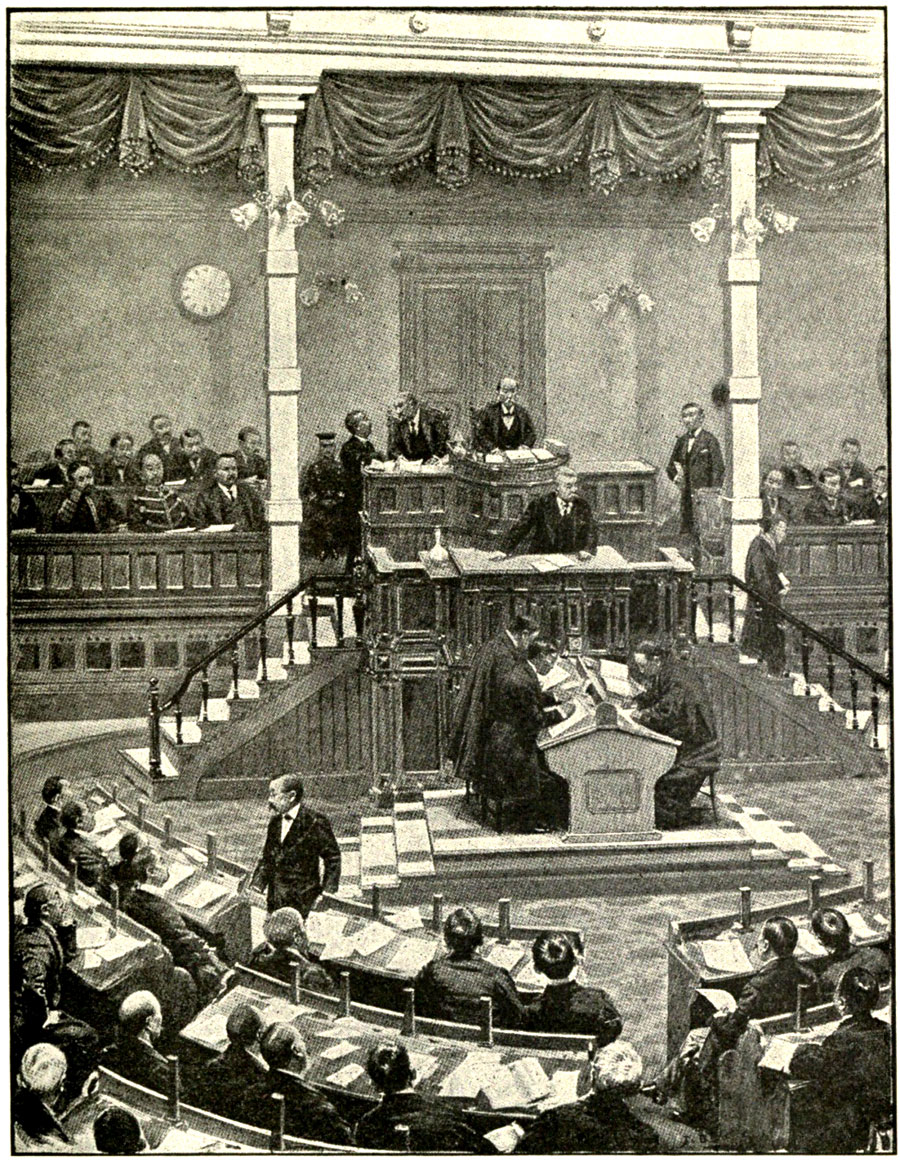
Bên trong Quốc hội Nhật Bản, Thủ tướng đang đứng diễn thuyết trên bục cùng với các nghị sĩ Nghị viện.

Năm 1882 Okuma Shigenobu thành lập Rikken Kaishinto (Lập hiến Cải cách Đảng), ủng hộ cho nền dân chủ nghị viện kiểu Anh. Đáp lại, quan chức chính phủ, các viên chức chính quyền địa phương, và những người bảo thủ khác thành lập Rikken Teiseito (Lập hiến Đế chính Đảng), một đảng ủng hộ chính quyền, vào năm 1882. Rất nhiều cuộc tuần hành chính trị diễn ra sau đó, một số chuyển thành bạo động, kết quả là sự giới hạn nghiêm ngặt hơn của chính phủ. Sự giới hạn cản trở các đảng chính trị và dẫn đến sự chia rẽ trong nội bộ chúng. Đảng Jiyuto, chống lại Kaishinto, bị giải tán năm 1884, và Okuma từ chức Chủ tịch Đảng Kaishinto.
Lãnh đạo chính phủ, vốn từ lâu bận tâm với mối đe dọa bạo lực với sự ổn định và các lãnh đạo chủ chốt chia rẽ về vấn đề Triều Tiên, nhìn chung đều đồng tình với một chính thể lập hiến sẽ được thiết lập vào một ngày nào đó. Lãnh đạo phiên Nagato Kido Takayoshi đồng tình với một dạng chính thể lập hiến từ trước năm 1874, và vài lời đề xướng bảo đảm hiến pháp đã được phác thảo. Tuy vậy, những đầu sỏ chính trị, trong khi nhận thức được áp lực chính trị hiện tại, quyết tâm giữ quyền kiểm soát. Do đó, mọi việc vẫn tiến triển một cách ít ỏi.
Hội nghị Osaka năm 1875 đi đến kết luận tái tổ chức lại chính quyền với bộ máy tư pháp độc lập và bổ nhiệm một Hội đồng Nguyên lão (Genronin) với nhiệm vụ xem xét các ý kiến cho việc thành lập cơ quan lập pháp. Nhật hoàng tuyên bố rằng "chính thể lập hiến sẽ được thiết lập từng bước" và ngài ra lệnh cho Hội đồng Nguyên lão sơ thảo Hiến pháp.
Ba năm sau, Hội nghị Thống đốc các tỉnh thành lập một hội đồng được bầu tại các tỉnh. Mặc dù giới hạn quyền lực của chúng nhưng những hội đồng này địa diện cho một bước chuyển của chính phủ đại nghị ở tầm quốc gia, và cho đế năm 1880, các hội đồng tương tự cũng được thành lập ở các làng và thị trấn. Năm 1880, các ứng cử viên từ 24 tỉnh tổ chức một hội nghị quốc gia để thành lập Kokkai Kisei Domei (Liên đoàn Thành lập Quốc hội).
Mặc dù chính quyền không chống lại các luật lệ của nghị viện, đối đầu với sự thúc đẩy "dân quyền", nó tiếp tục cố kiểm soát tình hình chính trị. Các bộ luật mới năm 1875 cấm báo chí phê phán chính phủ hay thảo luận về các bộ luật quốc gia. Luật hội họp công cộng (1880) giới hạn nghiêm khắc các cuộc tụ tập đông người bởi sự hiện diện không được phép của các viên chức và yêu cầu giấy phép của cảnh sát cho mọi cuộc tụ tập.
Tuy vậy, trong vòng luật pháp, và bất chấp sự bảo thủ của các lãnh đạo, Okuma tiếp tục là một người chủ trương đơn độc chính thể kiểu Anh, một chính thể với các đảng phái chính trị và nội các tổ chức bởi nhiều đảng, có thể chịu chất vấn của Quốc hội. Ông kêu gọi tổ chức bầu cử vào năm 1882 để triệu tập Quốc hội vào năm 1883; trong khi làm việc đó, ông tham dự vào một cuộc khủng hoảng chính trị kết thúc với một chỉ dủ năm 1881 tuyên bố thành lập Quốc hội vào năm 1890 và bãi chức Okuma.
Từ chối theo kiểu Anh, Iwakura và những người bảo thủ khác vay mượn nhiều điều từ hệ thống lập hiến Phổ. Một trong các đầu sỏ chính trị thời Minh Trị, Ito Hirobumi (1841–1909), một người quê Chōshū từ lâu tham gia vào các vấn đề chính thế, lĩnh trách nhiệm soạn thảo hiến pháp Nhật Bản. Ông dẫn đầu một phái đoàn học hỏi Hiến pháp ra nước ngoài năm 1882, dành phần lớn thời gian ở Đức. Ông không chấp nhân Hiến pháp Hợp chúng quốc Hoa Kỳ vì "quá tự do" và hệ thống Anh quá kềnh càng và có một quốc hội kiểm soát quá mạnh với triều đình; kiểu Pháp và Tây Ban Nha bị loại vì hướng tới chế độ chuyên quyền.
Ito được cử làm người đứng Cục nghiên cứu hệ thống Hiến pháp năm 1884, và năm 1885 Hội đồng Quốc gia được thay thế bằng một nội các do Ito làm Thủ tướng. Vị trí Thái chính đại thần, Tả đại thần, Hữu đại thần, đã tồn tại từ thế kỷ thứ 7 như là cố vấn cho Nhật hoàng đều bị bãi bỏ. Thay vào vị trí đó, Cơ mật viện được thành lập năm 1888 để đánh giá bản hiến pháp sắp tới và tham vấn cho Nhật hoàng.
Để củng cố hơn nữa quyền lực quốc gia, Hội đồng Quân sự tối cao theo kiểu Đức với hệ thống các tướng quân chịu trách nhiệm trực tiếp trước Nhật hoàng và có thể hành động độc lập với Bộ lục quân các viên chức dân sự.
Khi cuối cùng cũng nhận được sự phê chuẩn của Nhật hoàng như dấu hiệu của việc chia sẻ quyền lực và trao quyền và sự tự do cho đề tài của ông, Hiến pháp năm 1889 của Đế quốc Nhật Bản (Hiến pháp Minh Trị cho ra đời Nghị viện Hoàng gia (Teikoku Gikai), được soạn thảo bởi Hạ Nghị viên dân bầu với giới hạn rất lớn về số lượng nam công dân được đi bầu cử, phải trên 25 tuổi và phải nộp 15 yên thuế quốc gia, khoảng 1% dân số, và Thượng viện, bao gồm quý tộc và những người được Hoàng gia chỉ định; và một nội các chịu trách nhiệm trước Nhật hoàng và sự độc lập của cơ quan tư pháp. Nghị viện có thể phê chuẩn pháp luật của chính thể và các bộ luật được đề xuất, đại diện cho chính thể, và tập hợp lời thỉnh nguyện đến Thiên hoàng. Tuy nhiên, bất chấp thay đổi về cơ cấu chính quyền, quyền lực tối cao vẫn nằm trong tay Nhật hoàng trên cơ sở tổ tiên thần thánh của ông.
Hiến pháp mới định rõ thể chế chính thể vẫn là độc tài, với Nhật hoàng nắm quyền lực vô hạn và chỉ nhượng bộ một chút cho dân quyền và cơ cấu nghị viện. Sự tham dự của chính đảng được coi là một phần của tiến trình chính trị. Hiến pháp Minh Trị sẽ tồn tại cho đến năm 1947 như là nền tảng của các đạo luật.
Trong những năm đầu của chính thể lập hiến, ưu khuyết điểm của Hiến pháp Minh Trị đều bộc lộ. Một nhóm nhỏ quý tộc Satsuma và Chōshū tiếp tục thống trị Nhật Bản, được thể chế hóa thành một cơ cấu trên Hiến pháp gọi là genro (Nguyên lão). Các genro cùng nhau đưa ra các quyết định dành riêng cho Thiên hoàng, và genro, chứ không phải Thiên hoàng, kiểm soát nền chính trị quốc gia.
Tuy vậy, trong suốt thời kỳ này, các vấn đề chính trị thường được giải quyết thông qua thương lượng, và các đảng phái chính trị dần gia tăng quyền lực của mình thông qua chính phủ và kết quả là họ giữ vị thế ngày càng lớn trong tiến trình chính trị. Từ năm 1891 đến năm 1895, Ito làm Thủ tướng với nội các gồm phần lớn các genro những người muốn thành lập một đảng chính quyền kiểm soát Hạ viện. Mặc dù họ không hoàn toàn nhận ra, xu hướng đi tới nền chính trị chính đảng phái cũng được hình thành.

## Xã hội

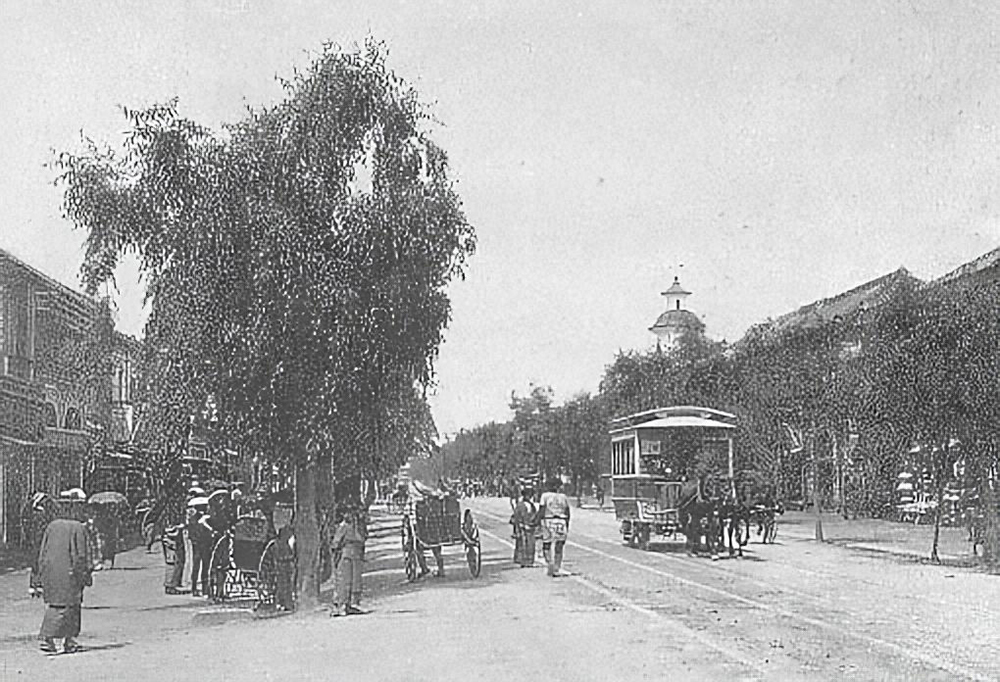
Ginza thập niên 1880.

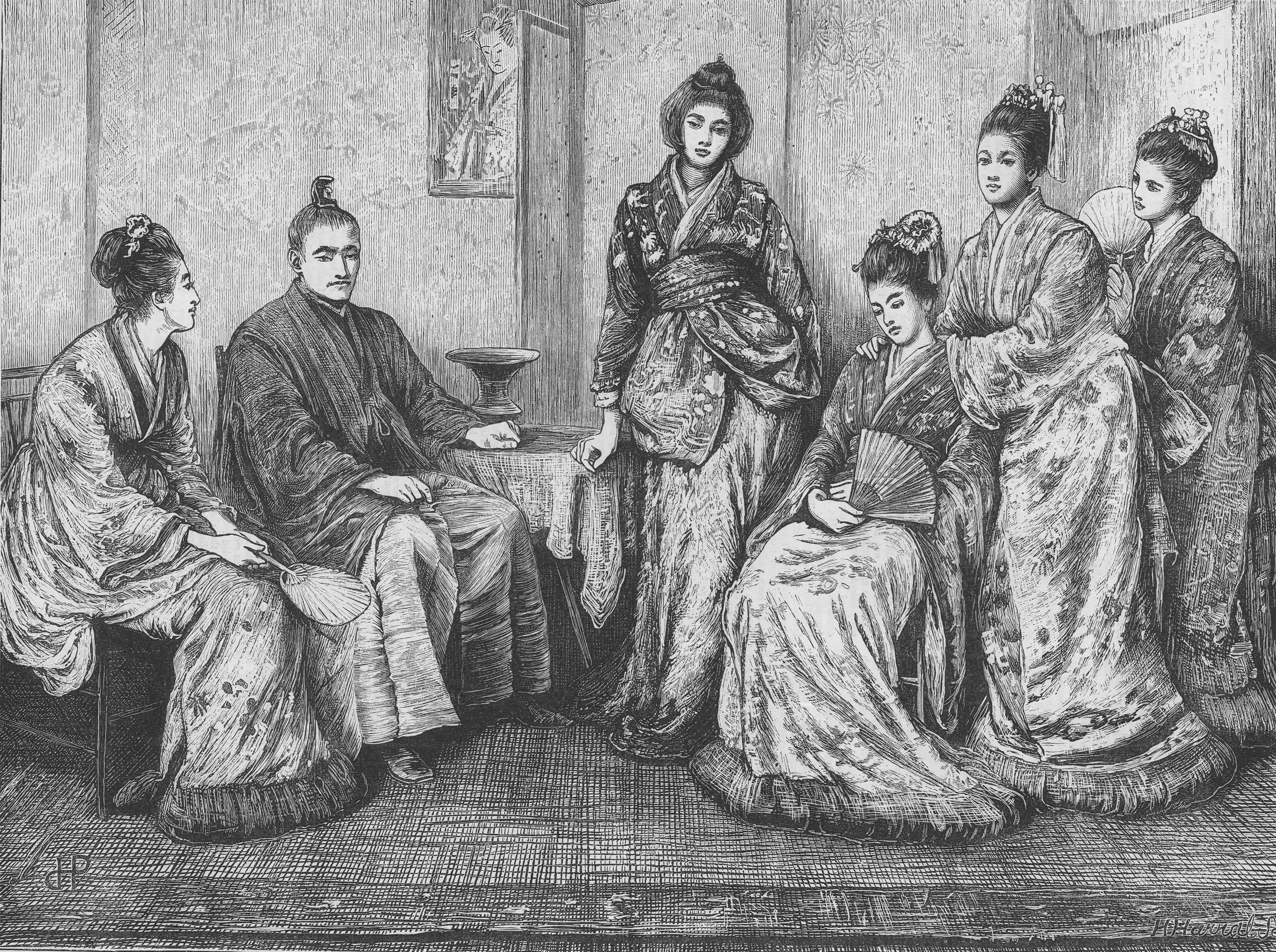
người Nhật trong thời này (khoảng năm 1872).

Đáp lại, một trong những việc làm đầu tiên của chính phủ là thiết lập hệ thống cấp bậc quý tộc. 500 người từ các quý tộc cũ trong triều, cựu daimyo, và samurai, những người đã có đóng góp giá trị cho Nhật hoàng được chia làm 5 cấp: công tước, hầu tước, bá tước, tử tước, và nam tước.
Đây là lúc phong trào Ee ja nai ka, sự bùng nổ tự phát cách ứng xử thể hiện trạng thái mê ly, ngây ngất đã diễn ra.
Năm 1885, nhà trí thức Yukichi Fukuzawa viết bài tiểu luận gây ấn tượng Thoát Á luận, cho rằng Nhật Bản nên hướng mình đến các nước văn minh phương Tây, bỏ lại đằng sau những người láng giềng Á Đông tụt hậu vô vọng, Triều Tiên và Trung Hoa. Bài tiểu luận này chắc chắn có đóng góp cho sự phát triển kinh tế và khoa học kỹ thuật của Nhật Bản thời kỳ Minh Trị nhưng nó cũng đặt nền móng cho chủ nghĩa thực dân Nhật Bản trong vùng sau này. Từ năm 1890, Nhật Bản đã lại bước theo con đường chủ nghĩa đế quốc và đem quân đi xâm chiếm lại những nước yếu hơn mình (Đài Loan, Triều Tiên, Trung Quốc).
Việc công nghiệp hóa đã kéo theo nhiều thay đổi xã hội. Với sự thi hành chính sách giảm phát để thúc đẩy các xí nghiệp công nghiệp, giá nông phẩm hạ xuống làm cho đời sống của nông dân trở nên khó khăn, họ không đủ sức trả địa tô và phải đi vay nặng lãi. Nhiều nông dân phá sản và phải bán tháo đất đai cho những kẻ cho vay nặng lãi. Đây được gọi là đám "địa chủ ăn bám" (ký sinh địa chủ = kisei jinushi). Nông dân mất hết đất đai và rơi xuống hàng tá điền, phải canh tác thuê cho địa chủ hoặc phải bắt đầu đi lao động thuê ở các hãng xưởng, điều kiện làm việc rất cực khổ
Yokoyama Gennosuke (Hoành Sơn Nguyên Chi Trợ) đã viết cuốn sách "Nhật Bản hạ tầng xã hội, 1899" mô tả: lương công nhân chỉ đủ tiền cơm gạo, trong khi thời gian làm việc rất dài, như công nhân dệt phải làm 12 giờ/ngày (lúc gấp rút thì phải đến 18 giờ). Nơi ở của họ là một buồng ngủ chật chội, vệ sinh kém vì phải chứa tới 10 người, mỗi người chỉ có diện tích đủ để trải một chiếc chiếu ngủ. Những công nhân mắc phải bệnh truyền nhiễm thì bị đuổi việc ngay chứ không hề được chạy chữa hay hưởng bảo hiểm.
Nhìn chung, sự phát triển của kinh tế Nhật Bản đã hình thành nên một giai cấp mới, giai cấp công nhân Nhật Bản. Việc bị bóc lột nặng nề và điều kiện làm việc ngày càng tồi tệ dẫn đến sự đấu tranh của giai cấp công nhân. Theo Edwin O.Reischauer, năm 1901, đảng Xã hội dân chủ Nhật Bản được thành lập với mục tiêu đòi công bằng cho người lao động. Nhưng năm 1900, Chính phủ Nhật (nội các Yamagata Aritomo) đã ra tay đàn áp bằng cách ban bố Đạo luật trị an và cảnh sát, hạn chế việc người lao động kết hợp thành công đoàn (quyền kết xã) và đình công (quyền bãi công). Theo mệnh lệnh của triều đình, những tài liệu và các bài báo có nội dung xã hội chủ nghĩa sẽ bị trừng trị, các chủ bút bị giam trong khoảng từ năm đến mười năm, và tịch biên luôn những nhà in. Năm 1908, đã xảy ra Vụ án cờ đỏ (Akahata jiken, "Xích kỳ sự kiện") với việc bắt giữ 3 đảng viên Xã hội dân chủ chỉ vì họ đã phất cờ đỏ ngoài đường (cờ đỏ tượng trưng cho xã hội chủ nghĩa), những người này đã lãnh án cao nhất là khổ sai 2 năm rưỡi. Năm 1911, công nhân thành phố Tōkyō thành công trong cuộc bãi công đòi tăng lương, nhưng người lãnh đạo của họ là Katayama Sen bị bắt giữ.

## Kinh tế
Cách mạng công nghiệp ở Nhật Bản xảy ra trong thời đại Meiji. Cuộc cách mạng công nghiệp bắt đầu vào khoảng năm 1870 khi các nhà lãnh đạo thời đại Meiji quyết định bắt kịp phương Tây. Chính phủ đã xây dựng đường sắt, đường được cải thiện và khánh thành một chương trình cải cách ruộng đất để chuẩn bị cho đất nước phát triển hơn nữa. Nó đã khánh thành một hệ thống giáo dục mới dựa trên phương Tây cho tất cả những người trẻ tuổi, gửi hàng ngàn sinh viên đến Hoa Kỳ và Châu Âu, và đã thuê hơn 3.000 người phương Tây để dạy khoa học hiện đại, toán học, công nghệ và ngoại ngữ ở Nhật Bản (O-yatoi gaikokujin).
Vào năm 1871, một nhóm các chính trị gia Nhật Bản được gọi là Sứ mệnh của Iwakura đã đi thăm châu Âu và Mỹ để học cách phương Tây. Kết quả là một nhà nước cố tình lãnh đạo chính sách công nghiệp hóa để cho phép Nhật Bản nhanh chóng bắt kịp. Ngân hàng Nhật Bản, được thành lập năm 1877, đã sử dụng thuế để tài trợ cho các nhà máy thép và dệt may kiểu mẫu.
Ngành công nghiệp hiện đại lần đầu tiên xuất hiện trong hàng dệt may, bao gồm cả bông và đặc biệt là lụa, có trụ sở tại các xưởng gia đình ở khu vực nông thôn. Do nhập khẩu công nghệ sản xuất dệt may mới từ châu Âu, từ năm 1886 đến 1897, tổng giá trị sản lượng sợi của Nhật Bản đã tăng từ 12 triệu lên 176 triệu yên. Năm 1886, 62% sợi tại Nhật Bản được nhập khẩu; đến năm 1902, hầu hết sợi được sản xuất tại địa phương. Đến năm 1913, Nhật Bản đã sản xuất 672 triệu pao sợi mỗi năm, trở thành nhà xuất khẩu sợi bông lớn thứ tư.
Tuyến đường sắt đầu tiên được mở giữa Tokyo và Yokohama vào năm 1872; và đường sắt đã nhanh chóng phát triển trên khắp Nhật Bản vào thế kỷ XX. Sự ra đời của vận tải đường sắt dẫn đến sản xuất hiệu quả hơn do chi phí vận chuyển giảm; cho phép các công ty sản xuất di chuyển vào các khu vực nội địa đông dân hơn của Nhật Bản để tìm kiếm nguồn lao động. Đường sắt cũng cho phép tiếp cận với các nguyên liệu thô mới được tìm thấy trước đây quá khó khăn hoặc tốn kém khi vận chuyển.
Có ít nhất hai lý do cho tốc độ hiện đại hóa của Nhật Bản: việc thuê mướn hơn 3.000 chuyên gia nước ngoài (gọi là o-yatoi gaikokujin hay 'người làm thuê ngoại quốc') trong rất nhiều lĩnh vực chuyên ngành ví dụ như dạy tiếng Anh, khoa học, kỹ sư, lục quân và hải quân…; và gửi nhiều sinh viên Nhật Bản sang học ở châu Âu và Mỹ, dựa trên điều thứ năm và cuối cùng của Ngũ điều cá nguyên lệnh năm 1868: "Tri thức sẽ được tìm kiếm trên toàn thế giới để tăng cường nền tảng sức mạnh của Đế quốc.". Quá trình hiện đại hóa được điều hành sâu sát và bao cấp mạnh mẽ từ chính phủ Minh Trị, nâng cao quyền lực của các tập đoàn zaibatsu khổng lồ như Mitsui và Mitsubishi.
Chính phủ và các zaibatsu cùng nhau điều hành quốc gia, mượn công nghệ từ phương Tây. Nhật Bản dần kiểm soát phần lớn thị trường châu Á về hàng gia công. Cơ cấu kinh tế trở nên ngày càng trọng thương, nhập khẩu nguyên liệu thô và xuất khẩu thành phẩm — một sự phản ánh sự nghèo nàn nguyên liệu thô của Nhật Bản.
Nhật Bản nổi lên từ sự chuyển giao Tokugawa-Minh Trị như là nước châu Á đầu tiên thực hiện công nghiệp hóa. Các hoạt động nội thương và ngoại thương có giới hạn đáp ứng được nhu cầu văn hóa vật chất thời Tokugawa, nhưng thời kỳ hiện đại hóa Minh Trị đi theo khái niệm kinh tế thị trường và ứng dụng thể chế Anh và Bắc Mỹ cho các công ty tư bản tự do. Khu vực tư nhân — trên tầm quốc gia được sự phù trợ với số lượng đông đảo những nhà doanh nghiệp năng nổ — đón chào những đổi thay như vậy.

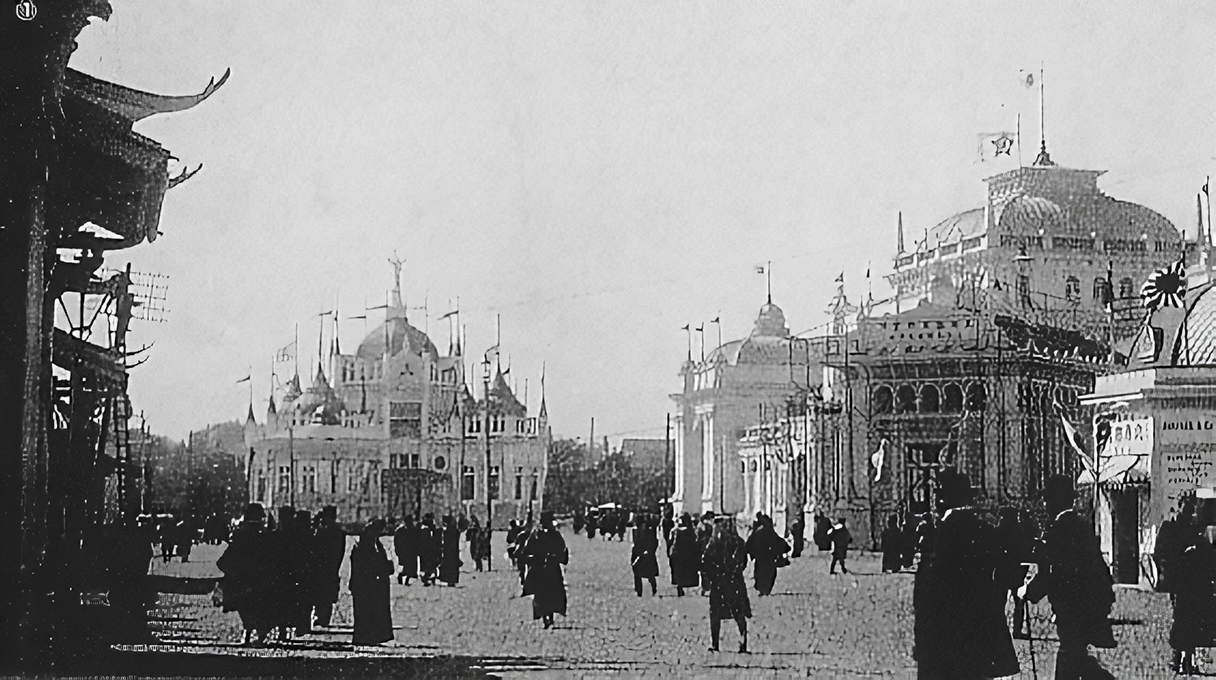
Triển lãm công nghiệp Tokyo 1907

Cải cách kinh tế bao gồm tỷ giá hiện đại thống nhất dựa trên đồng yên, ngân hàng, thương mại và luật thuế, thị trường chứng khoán và một hệ thống thông tin liên lạc. Sự thiết lập một khuôn khổ cơ quan hiện đại cho phép kinh tế tư bản tiên tiến có thêm thời gian nhưng được hoàn thành trong thập kỷ 1890. Cho đến lúc này, chính phủ đã từ bỏ phần lớn sự kiểm soát trực tiếp quá trình hiện đại hóa, chủ yếu là vì lý do ngân sách.
Rất nhiều cựu daimyo, với lương hưu được trả thành một khoản lớn, hưởng lợi lớn nhờ qua hoạt động đầu tư trong ngành công nghiệp đang lên. Những người không chính thức tham gia vào ngoại thương trước cuộc Minh Trị Duy Tân cũng phát đạt. Các Công ty phục vụ cho Mạc phủ cũ bám vào lối kinh doanh truyền thống chịu thất bại trong môi trường kinh doanh mới.
Chính phủ ban đầu tham gia vào hiện đại hóa kinh tế, xây dựng rất nhiều "nhà máy hiện đại" để trợ giúp cho sự chuyển đổi sang thời kỳ hiện đại. Sau 20 năm đầu thời Minh Trị, kinh tế công nghiệp mở rộng nhanh chóng cho đến khoảng năm 1920 với sự nhập khẩu công nghệ tiên tiến phương Tây và các khoản đầu tư cá nhân lớn. Được thúc đẩy kích thích bằng các cuộc chiến và qua các kế hoạch kinh tế cẩn trọng, Nhật Bản nổi lên từ Chiến tranh thế giới thứ nhất như một quốc gia công nghiệp chủ yếu.
Năm 1885, chính phủ Minh Trị đã tài trợ cho một hệ thống điện báo trên khắp Nhật Bản, đặt máy điện báo ở tất cả các thành phố lớn của Nhật Bản vào thời điểm đó.

## Quân sự

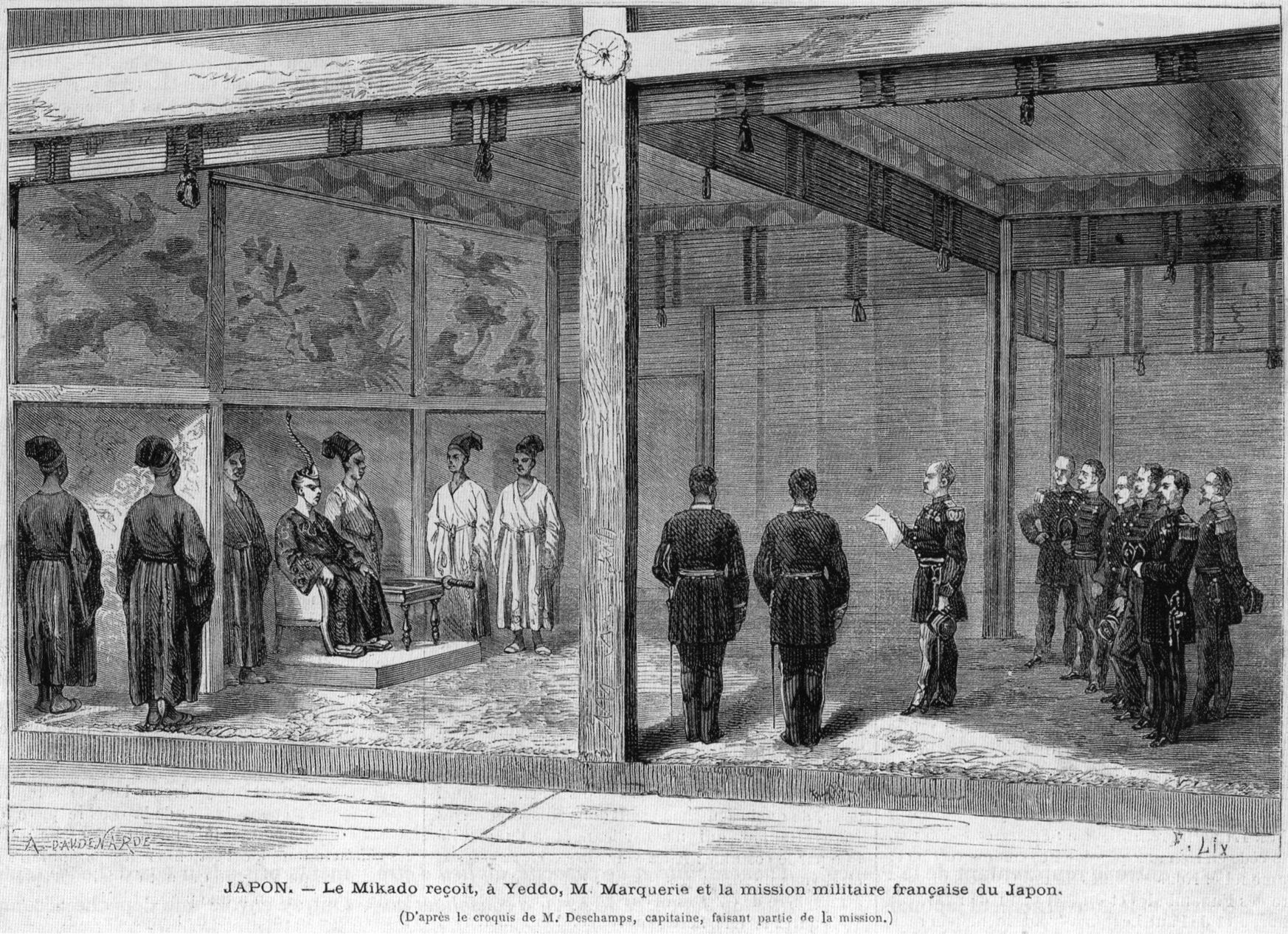
Buổi tiếp kiến Phái đoàn quân sự Pháp thứ hai đến Nhật Bản của Thiên hoàng Minh Trị, 1872.

### Tổng quan
Bị những người phản đối ngăn chặn, những nhà lãnh đạo thời Minh Trị tiếp tục hiện đại hóa quốc gia qua đường cáp điện tín được chính phủ tài trợ và xây dựng đường sắt, bến cảng, nhà máy vũ khí, hầm mỏ, xưởng dệt, nhà máy, và các cơ sở thí nghiệm nông nghiệp. Nhiều người lo ngại về an ninh quốc gia, các lãnh đạo có nhiều cố gắng quan trọng để hiện đai hóa quân đội, bao gồm thành lập một quân đội thường trực nhỏ, một hệ thống dự trữ lớn, và hệ thống nghĩa vụ quân sự bắt buộc cho nam giới. Hệ thống quân sự nước ngoài cũng được nghiên cứu, đặc biệt là của Pháp, được du nhập, và các học viên quân sự Nhật Bản được gửi đến châu Âu và Hoa Kỳ vào các trường Hải quân và Lục quân.

### Đầu thời Minh Trị (1868-1877)
Năm 1854, sau khi Đô đốc Matthew C. Perry ép buộc ký kết Hiệp ước Kanagawa, giới tinh hoa Nhật Bản đã đảm nhận vị trí mà họ cần để hiện đại hóa năng lực quân sự của nhà nước, hoặc có nguy cơ bị ép buộc tiếp tục bởi các cường quốc phương Tây. Mạc phủ Tokugawa đã không chính thức chia sẻ quan điểm này, bằng chứng là Thống đốc Nagasaki, Shanan Takushima bị tống giam vì đã nói lên quan điểm của mình về cải cách quân sự và hiện đại hóa vũ khí.
Năm 1868, chính phủ Nhật Bản thành lập Kho vũ khí Tokyo. Kho vũ khí này chịu trách nhiệm phát triển và sản xuất vũ khí nhỏ và đạn dược liên quan. Cùng năm đó, Ōmura Masujirō thành lập học viện quân sự đầu tiên của Nhật Bản ở Kyoto. Ōmura đề xuất thêm chỗ trú chân quân đội được lấp đầy bởi tất cả các tầng lớp nhân dân bao gồm cả nông dân và thương nhân. Lớp shōgun , không hài lòng với quan điểm của Ōmura về sự bắt buộc, đã ám sát ông vào năm sau.
Năm 1870, Nhật Bản mở rộng cơ sở sản xuất quân sự bằng cách mở một kho vũ khí khác ở Osaka. Kho vũ khí Osaka chịu trách nhiệm sản xuất súng máy và đạn dược. Ngoài ra, bốn cơ sở thuốc súng cũng được mở tại đây. Năng lực sản xuất của Nhật Bản dần được mở rộng.
Năm 1872, Yamagata Aritomo và Saigō Jūdō, cả hai nguyên soái mới, đã thành lập Quân đoàn Cận vệ Hoàng gia. Quân đoàn này gồm các chiến binh từ các phiên Tosa, Satsuma, và Chōshū. Ngoài ra, cùng năm đó, hyobusho (bộ chiến tranh) đã được thay thế bằng Bộ Chiến tranh và Bộ Hải quân. Tầng lớp samurai đã phải chịu sự thất vọng lớn trong những năm sau đó, khi vào tháng 1, Luật nghĩa vụ quân sự năm 1873 được thông qua. Luật này yêu cầu mọi công dân nam Nhật Bản có khả năng, bất kể thuộc tầng lớp nào, phải tham gia nghĩa vụ quân sự trong thời gian bắt buộc là ba năm với dự bị đầu tiên và hai năm nữa với dự bị thứ hai. Luật hoành tráng này, biểu thị sự khởi đầu về sự kết thúc cho tầng lớp samurai, ban đầu đã gặp phải sự kháng cự từ cả nông dân và chiến binh. Tầng lớp nông dân giải thích thuật ngữ nghĩa vụ quân sự bắt buộc này là ketsu-eki (thuế máu) theo nghĩa đen và cố gắng tránh nghĩa vụ bằng bất kỳ phương tiện cần thiết nào. Các phương pháp tránh né bao gồm tự làm tàn tật, tự xẻo và nổi dậy cục bộ. Các samurai thường phẫn nộ với quân đội mới theo kiểu phương Tây và lúc đầu còn từ chối lập đội hình với tầng lớp nông dân.
Kết hợp với Luật nghĩa vụ quân sự mới, chính phủ Nhật Bản bắt đầu lấy hình mẫu lục quân theo hình mẫu quân đội Pháp. Thật vậy, quân đội mới của Nhật Bản đã sử dụng cấu trúc cấp bậc tương tự như Pháp. Các cấp bậc quân đoàn lính trơn là: chiến sỹ, hạ sĩ quan và sĩ quan. Các cấp bậc chiến sĩ là: jōtō-hei hay thượng đẳng binh, ittō-sotsu hay nhất đẳng binh, và nitō-sotsu hay nhị đẳng binh. Các cấp bậc hạ sĩ quan là: gochō hay hạ sĩ, gunō hay trung sĩ, sōchō hay thượng sĩ, và tokumu-sōchō hay thượng sĩ tham mưu. Cuối cùng, cấp sĩ quan được tạo thành từ: shōi hay thiếu úy, chūi hay trung úy, tai hay đại úy, shōsa hay thiếu tá, chūsa hay trung tá, taisa đại đại tá, shōshō hay thiếu tướng, chūjō hay trung tướng và gensui hay nguyên soái. Chính phủ Pháp cũng đóng góp rất lớn vào việc đào tạo sĩ quan Nhật Bản. Nhiều người đã được tuyển dụng tại học viện quân sự ở Kyoto, và nhiều người khác vẫn đang sốt sắng dịch các hướng dẫn sử dụng tiếng Pháp để sử dụng trong hàng ngũ Nhật Bản.
Bất chấp Luật nghĩa vụ quân sự năm 1873, và tất cả các cải cách và tiến bộ, quân đội mới của Nhật Bản vẫn chưa được kiểm chứng. Tất cả đã thay đổi vào năm 1877, khi Saigō Takamori lãnh đạo cuộc nổi loạn cuối cùng của samurai ở Kyūshū. Vào tháng 2 năm 1877, Saigō rời Kagoshima cùng một đội quân nhỏ trên hành trình đến Tokyo. Lâu đài Kumamoto là nơi diễn ra trận đánh lớn đầu tiên khi các lực lượng đồn trú bắn vào quân đội của Saigō khi họ cố gắng tiến vào lâu đài. Thay vì bỏ kẻ thù lại phía sau, Saigō đã bao vây lâu đài. Hai ngày sau, phiến quân của Saigō, trong khi cố gắng chặn đường đèo, đã gặp phải các toán quân hiện đại của quân đội quốc gia trên đường đến củng cố lâu đài Kumamoto. Sau một trận chiến ngắn, cả hai bên đã rút lui để củng cố lại lực lượng. Vài tuần sau, quân đội quốc gia đã giao chiến với phiến quân của Saigō trong một cuộc tấn công trực diện mà ngày nay được gọi là Trận chiến Tabaruzuka. Trong trận chiến kéo dài tám ngày này, quân đội mạnh gần mười nghìn người của Saigō đã chiến đấu tay đôi với quân đội quốc gia tương xứng. Cả hai bên phải chịu gần bốn ngàn thương vong trong cuộc chiến này. Tuy nhiên, nhờ nghĩa vụ quân sự, quân đội Nhật Bản đã khôi phục lại lực lượng của mình, trong khi Saigō thì không. Sau đó, các lực lượng trung thành với Thiên hoàng đã phá vỡ các chiến tuyến của phiến quân và chấm dứt cuộc bao vây Lâu đài Kumamoto sau năm mươi bốn ngày. Quân đội của Saigō chạy trốn về phía bắc và bị quân đội quốc gia truy đuổi. Quân đội quốc gia bắt kịp Saigō tại Mt. Enodake. Quân đội của Saigō phải chiến đấu trong thế bảy chọi một, khiến nhiều samurai phải đầu hàng. 500 samurai trung thành với Saigō đã trốn thoát, đi về phía nam đến Kagoshima. Cuộc nổi dậy kết thúc vào ngày 24 tháng 9 năm 1877, sau cuộc giao chiến cuối cùng với các lực lượng Hoàng gia dẫn đến cái chết của bốn mươi samurai cuối cùng, kể cả Saigō, người bị một vết đạn chí tử ở bụng, đã được người tùy tùng của mình chặt đầu danh dự. Chiến thắng của quân đội quốc gia đã xác nhận tiến trình hiện đại hóa của quân đội Nhật Bản cũng như chấm dứt kỉ nguyên của samurai.

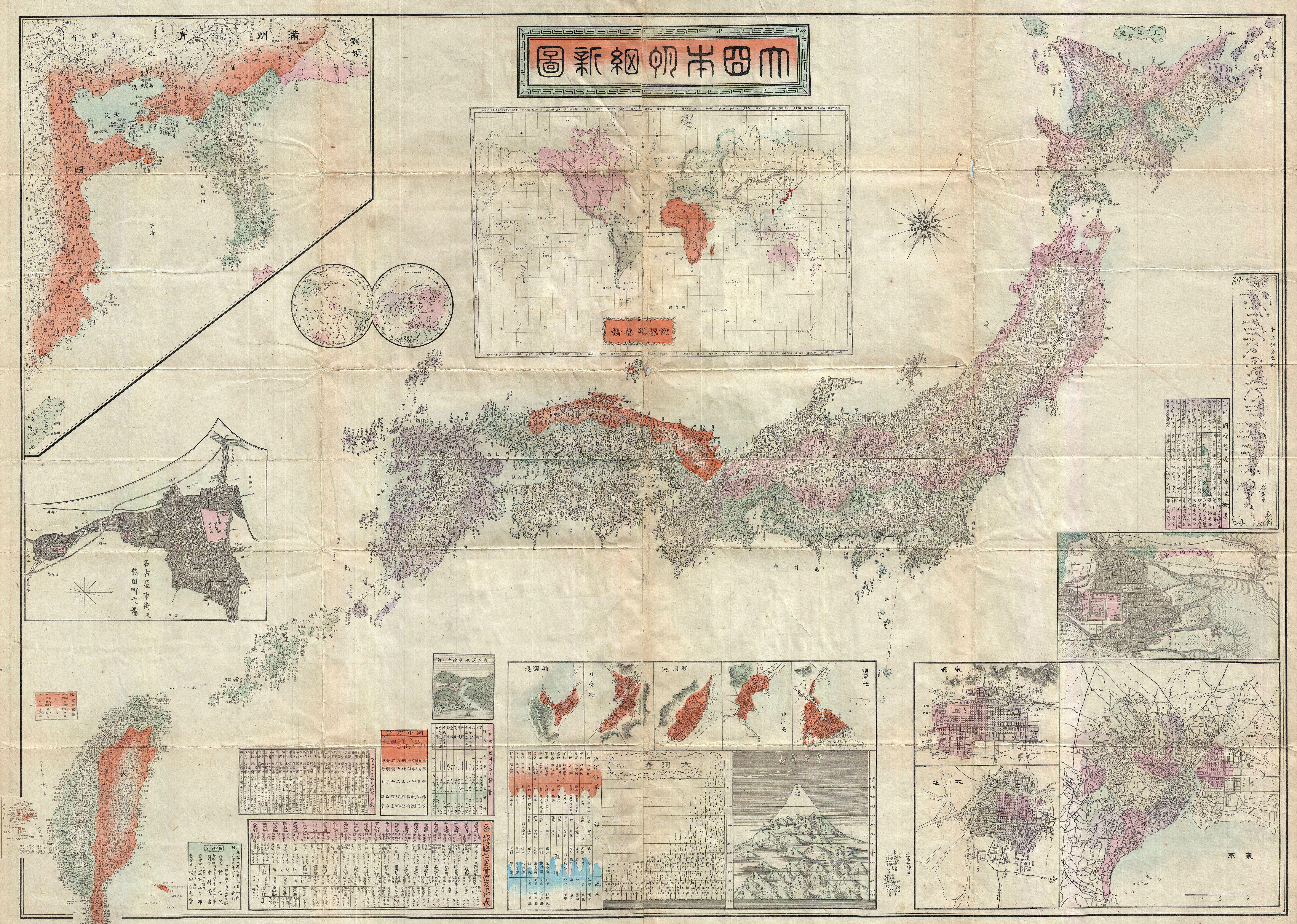
Bản đồ của Đế quốc Nhật Bản năm 1895. Bản đồ này được phát hành ngay sau cuộc xâm lược Đài Loan của Nhật Bản năm 1895 và là một trong những bản đồ đầu tiên của Nhật Bản bao gồm Đài Loan đã là thuộc địa của Đế quốc Nhật Bản.

## Ngoại giao
Khi Hải quân Hoa Kỳ chấm dứt chính sách Tỏa quốc của Nhật Bản, vào sau đó là sự cô lập của nó, người Nhật thấy mình không thể kháng cự lại sức ép quân sự và sự bóc lột kinh tế của các cường quốc phương Tây. Vì Nhật Bản đã nổi lên từ thời phong kiến, nó đã tránh được số phận thực dân của các quốc gia châu Á khác nhờ thiết lập sự công bằng và độc lập quốc gia thực sự.
Sau sự thất bại của Trung Hoa tại Cao Ly trong Chiến tranh Trung-Nhật (1894-1895), Nhật Bản vươn tới tầm cường quốc thế giới với chiến thắng trước người Nga tại Mãn Châu Lý (Đông Bắc Trung Quốc) trong Chiến tranh Nga-Nhật năm 1904–1905. Liên minh với Anh kể từ khi Liên minh Anh-Nhật được ký kết tại Luân Đôn ngày 30 tháng 1 năm 1902, Nhật Bản tham dự phe Đồng minh trong Chiến tranh thế giới thứ nhất, chiếm lấy các vùng lãnh thổ do người Đức nắm giữ tại Trung Quốc và Thái Bình Dương, tuy vậy vẫn tránh khỏi phần lớn cuộc chiến.
Sau chiến tranh, châu Âu suy yếu để mất thị phần to lớn trên thị trường quốc tế cho Hoa Kỳ và Nhật Bản, lúc này đang mạnh lên trông thấy. Sự cạnh tranh của Nhật Bản đã tạo ra con đường rộng mở cho các thị trường vốn bị châu Âu thống trị cho đến lúc đó tại châu Á, không chỉ ở Trung quốc, mà thậm chí cả ở các thuộc địa của châu Âu như Ấn Độ và Indonesia, phản ánh sự phát triển của thời kỳ Minh Trị.

## Các nhà thám hiểm và sử học
Một nhà thám hiểm nước ngoài chính về sự thay đổi nhanh chóng và đáng ghi nhớ của xã hội Nhật Bản trong thời kỳ này là Ernest Mason Satow, Công sử Nhật Bản từ trong các năm 1862–83 và 1895–1900.